# Vương miện Kim cương nhỏ của Nữ vương Victoria
Vương miện kim cương nhỏ của Nữ vương Victoria (tiếng Anh: Small Diamond Crown of Queen Victoria) là một chiếc vương miện nhỏ của Vương thất Anh, được làm ra theo yêu cầu của Nữ vương Victoria vào năm 1870 để đội phía trên mũ góa phụ của bà sau cái chết của chồng bà là Vương tế Albert. Nó có lẽ là chiếc vương miện gắn liền với nữ hoàng nhất trong số các vương miện mà bà từng sử dụng trong đời, chiếc vương miện này cũng đã từng được đưa lên các xu bạc của Vương quốc Anh như đồng 1 crown và Double florin. Hiện nay Vương miện kim cương nhỏ của Victoria được trưng bày trước công chúng trong Nhà ngọc tại Tháp Luân Đôn.

## Thiết kế

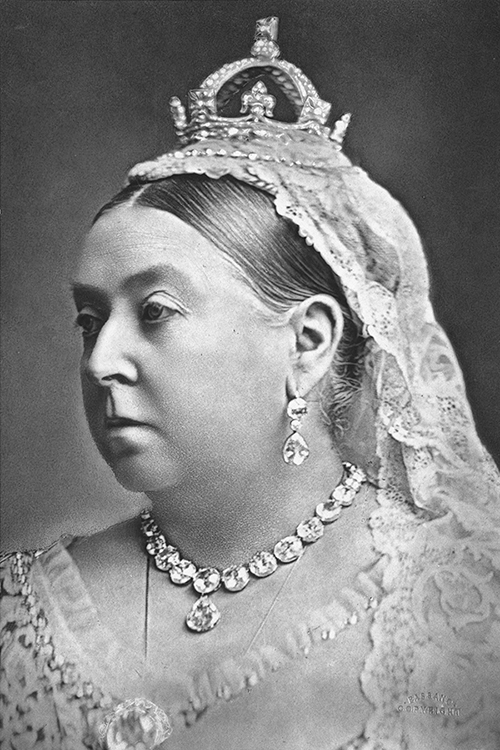
Nữ vương Victoria, 1887

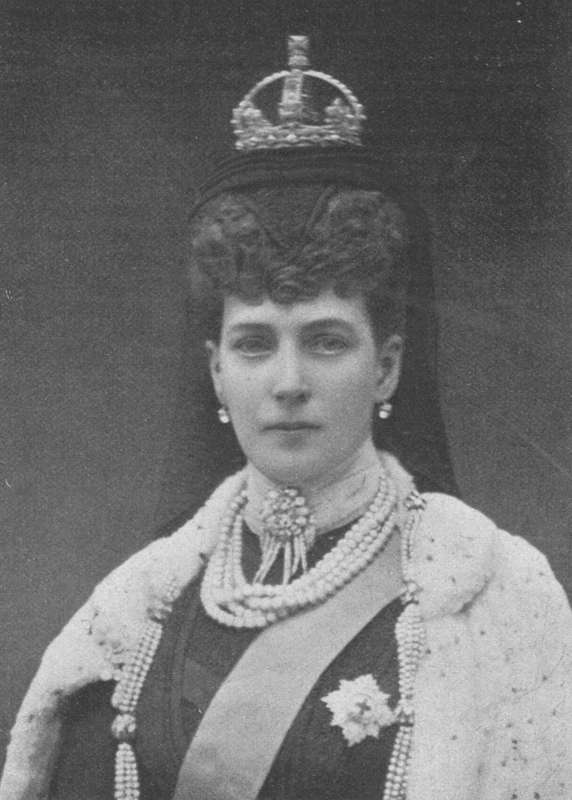
Vương hậu Alexandra đội vương miện vào năm 1901